# Antillicharis saulcyi
Antillicharis saulcyi är en insektsart som först beskrevs av Guérin-Méneville 1844.  Antillicharis saulcyi ingår i släktet Antillicharis och familjen syrsor. Inga underarter finns listade i Catalogue of Life.